# Digicel
Digicel是加勒比地区的移动电话网络和家庭娱乐提供商，在全球33个市场开展业务。该公司由爱尔兰商人丹尼斯·奥布莱恩（Denis O'Brien）拥有，在百慕大注册成立，总部位于牙买加。Digicel在多个国家/地区开展业务，包括斐济，海地，特立尼达和多巴哥，圣卢西亚，苏里南和牙买加。
2021年10月26日，澳大利亚政府宣布出资与该国电信巨头Telstra，收购大洋洲同业Digicel Pacific。